# Synopeas japonicum
Synopeas japonicum är en stekelart som först beskrevs av William Harris Ashmead 1904.  Synopeas japonicum ingår i släktet Synopeas och familjen gallmyggesteklar. Inga underarter finns listade i Catalogue of Life.